# Station Crusheen

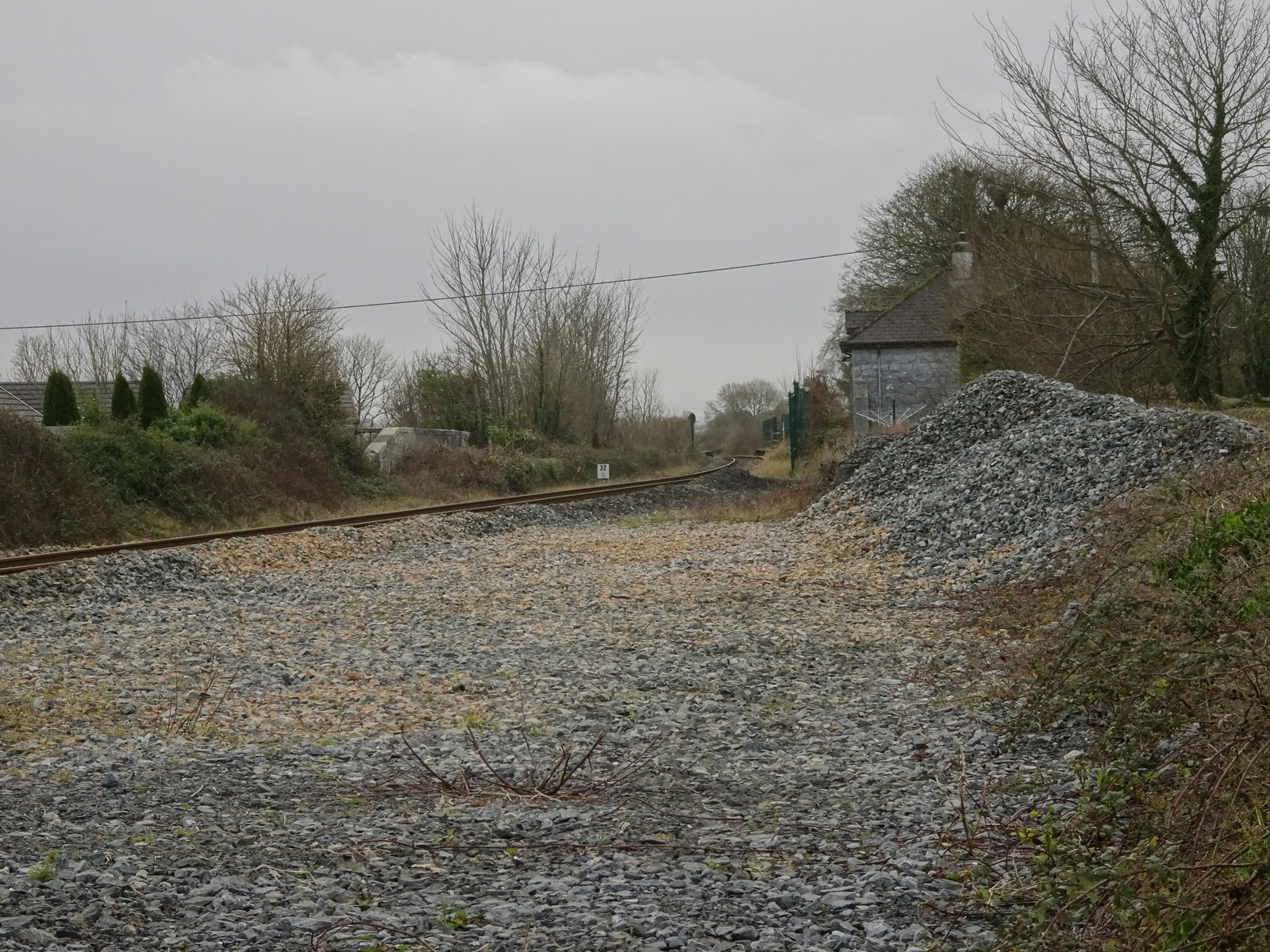
Locatie van het voormalig station van Crusheen

Station Crusheen is een voormalig en gepland spoorwegstation in Crusheen in het Ierse graafschap Clare. Crusheen ligt aan de Western Railway Corridor, oorspronkelijk de lijn van Limerick naar Claremorris in het graafschap Mayo. Passagiersvervoer op deze lijn werd in 1976 beëindigd.
In 1984 werd de lijn tussen Limerick en Ennis weer opengesteld en in 2010 het traject tussen Ennis en Athenry. Volgens de planning zou Crusheen aangelegd worden tegelijk met het nieuwe station Oranmore. Hoewel Oranmore in 2013 werd geopend is de bouw van Crusheen voorlopig wegens een gebrek aan middelen uitgesteld.